# La Dernière Minute
Pour plus de détails, voir Fiche technique et Distribution.
La Dernière Minute (Count the Hours!) est un film américain en noir et blanc réalisé par Don Siegel, sorti en 1953.

## Synopsis
Un ouvrier agricole et sa femme enceinte, sont faussement accusés du meurtre de leurs employeurs. L'homme prend la responsabilité de protéger sa femme. Son avocat ne croit pas, dans un premier temps, pas à son innocence.

## Fiche technique
- Titre original : Count the Hours!
- Titre français : La Dernière Minute
- Réalisation : Don Siegel
- Scénario : Doane R. Hoag , Karen DeWolf (en)
- Photographie : John Alton
- Montage : James Leicester
- Musique : Louis Forbes (en)
- Producteur : Benedict Bogeaus
- Société de production : Benedict Bogeaus Production
- Société de distribution : RKO Pictures
- Pays de production :  États-Unis
- Langue originale : anglais américain
- Format : noir et blanc — 35 mm — 1,37:1 — son : mono
- Genre : thriller, policier
- Durée : 76 minutes
- Date de sortie :
  - États-Unis : 1er avril 1953
  - France : 23 juillet 1954[1]

## Distribution
- Teresa Wright : Ellen Braden
- Macdonald Carey : Doug Madison
- Dolores Moran : Paula Mitchener
- Adele Mara : Gracie Sager
- Edgar Barrier : Jim Gillespie
- John Craven : George Braden
- Jack Elam : Max Verne
- John Harmon : Jeff Beatty (non crédité)
- Edward Hearn : Howard Combes (non crédité)
- Lee Phelps : Shériff Masters (non crédité)
- Ralph Dumke : Barman (non crédité)
- Roy Engel : Député (non crédité)
- Sam Flint : Juge  (non crédité)
- Dolores Fuller : Reporter (non crédité)
- Kathleen O'Malley : Reporter (non crédité)